# Alejandro Quiroz
Alejandro José Quiroz (Caracas, 27 marzo 1974) è un ex cestista venezuelano.

## Carriera
Con il Venezuela ha disputato i Campionati mondiali del 2002.